# Stanisław Niewiadomski (Komponist)

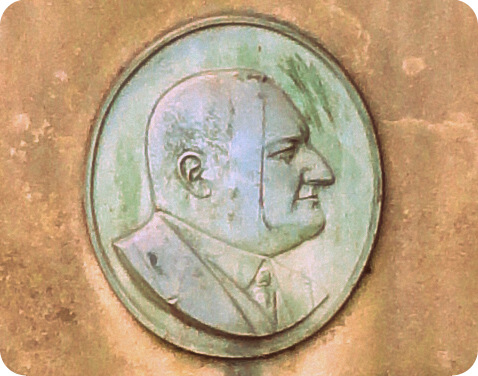
Grab von Stanisław Niewiadomski auf dem Lytschakiwski-Friedhof.

Stanisław Niewiadomski (* 4. November 1859 in Soposzyn, Kreis Schowkwa, Kaisertum Österreich; † 15. August 1936 in Lwiw, Polen) war ein polnischer Komponist, Dirigent, Musikpädagoge und -kritiker.

## Leben
Niewiadomski hatte zunächst Unterricht am Konservatorium der Galizischen Musikgesellschaft bei Karol Mikuli und Franciszek Słomkowski und debütierte 1880 als Komponist mit der Kantate Akt wiary zum 50. Jahrestag des Novemberaufstandes. Er studierte dann von 1882 bis 1885 in  Wien Komposition bei Franz Krenn und Klavier bei August Sturm.
Nach seiner Rückkehr nach Lemberg arbeitete er als Musikpädagoge, Komponist und Musikkritiker. Danach nahm er in Leipzig Unterricht bei Salomon Jadassohn. Er wurde künstlerischer Leiter der Oper und Operette am Skarbek-Theater der Stadt und wirkte von 1887 bis 1918 als Professor für Musiktheorie, Musikgeschichte und Chorgesang am Konservatorium der Galizischen Musikgesellschaft. Als Musikkritiker schrieb er für die Gazeta Lwowska und den Dziennik Polski.
In den Sommerpausen pflegte er ins Ausland zu reisen. Er besuchte Opernaufführungen in München, Berlin, Dresden, Wien, Paris und Mailand, nahm Unterricht bei Salomon Jadassohn in Leipzig und studierte in Italien Francesco Lampertis Methode des Gesangsunterrichtes. Von 1885 bis 1892 war er Dirigent des Gesangsvereins Lutnia-Macierz, zudem unterrichtete er an der Gesangsschule des Vereins. Er war 1892 für die polnische Sektion der Internationalen Ausstellung für Musik und Theater in Wien verantwortlich, leitete die Feierlichkeiten in Lemburg vom 100. Geburtstag von Frédéric Chopin und war im Vorstand des ersten Treffens der polnischen Musik- und Gesellschaften 1913. Von 102 bis 1914 schrieb er Musikkritiken und Kolumnen für die Zeitschrift Słowo Polskie.
Die Zeit des Ersten Weltkrieges verbrachte Niewiadomski in Wien, wo er an einer Exilniederlassung des Lemberger Konservatoriums unterrichtete und einen polnischen gemischten Kirchenchor gründete. Nach seiner Rückkehr leitete er 1918–19 die Oper am Theater von Lemberg, wo er einen Zyklus von Opern zum 100. Geburtstag von Stanisław Moniuszko zur Aufführung brachte. Zudem war er von 1918 bis 1921 Herausgeber der Gazeta Muzyczna.
1919 ging er nach Warschau und wurde am Konservatorium Professor für Musikästhetik, Musikgeschichte und Instrumentenkunde. 1924 gründete er die Gesellschaft für Musikautoren und -kritiker, dessen Vorstand er mehrere Jahre angehörte. Er war in der Warschauer Musikgesellschaft und wurde 1925 der erste Leiter der neu gegründeten Sektion für zeitgenössische Komponisten. 1934 gehörte er zu den Gründungsmitgliedern des Fryderyk-Chopin-Institutes. Daneben schrieb er weiterhin als Musikkritiker für zahlreiche Zeitschriften. 1931 wurde er mit dem Musikpreis der Stadt Warschau ausgezeichnet.
Zu den Werken Niewiadomski zählen zwei Sinfonien, fünf Konzertouvertüren und ein Streichquartett, zudem mehr als 500 Klavierwerke, Lieder und Chorstücke.